# Библиотечка «Квант»
Библиоте́чка «Квант» — серия научно-популярных книг физико-математической тематики, в 1980—1992 годах выпускавшаяся главной редакцией физико-математической литературы издательства «Наука», а с 1993 года (выпуск 85) — издательством «Бюро Квантум». Эмблема серии — лента Мёбиуса.

## История
Серия была основана для создания научно-популярных книг, доступных по своему уровню для школьников старших классов, имеющих достаточную подготовку. Хотя три первых книги серии являлись переизданиями или переводами существовавшей ранее научно-популярной литературы, большинство книг серии были написаны специально для Библиотечки «Квант». Изначально серия существовала как приложение к журналу «Квант», хотя книги поступали лишь в розничную продажу и никогда не распространялись по подписке.
Для выпуска серии была создана редакционная коллегия, в которую входили крупнейшие учёные, в том числе нобелевский лауреат Пётр Леонидович Капица и будущий нобелевский лауреат Алексей Алексеевич Абрикосов. В первоначальном составе редакционной коллегии председателем был Исаак Константинович Кикоин, а заместителем председателя — Андрей Николаевич Колмогоров. Учёным секретарём редакционной коллегии был Иосиф Шаевич Слободецкий, после его гибели — Лев Григорьевич Асламазов.
Издание серии было прекращено в 1993 году и возобновлено лишь в 2004 году.

## Список книг серии
1. Бронштейн М. П. Атомы и электроны. — М.: Наука, 1980. — 152 с. — 150 000 экз.
2. Фарадей М. История свечи. — М.: Наука, 1980. — 128 с. — 150 000 экз.
3. Оре О. Приглашение в теорию чисел. — М.: Наука, 1980. — 128 с. — 150 000 экз.
4. Опыты в домашней лаборатории. — М.: Наука, 1980. — 144 с. — 150 000 экз.
5. Слободецкий И. Ш., Асламазов Л. Г. Задачи по физике. — М.: Наука, 1980. — 176 с. — 150 000 экз.
6. Мочалов Л. П. Головоломки. — М.: Наука, 1980. — 128 с. — 300 000 экз.
7. Александров П. С. Введение в теорию групп. — М.: Наука, 1980. — 144 с. — 100 000 экз.
8. Штейнгауз Г. Математический калейдоскоп. — М.: Наука, 1981. — 160 с. — 150 000 экз.
9. Замечательные ученые / Под ред. С. П. Капицы. — М.: Наука, 1980. — 192 с. — 150 000 экз.
10. Глушков В. М., Валах В. Я. Что такое ОГАС? — М.: Наука, 1981. — 160 с. — 150 000 экз.
11. Копылов Г. И. Всего лишь кинематика. — 2-е изд. — М.: Наука, 1981. — 176 с. — 150 000 экз.
12. Смородинский Я. А. Температура. — М.: Наука, 1981. — 160 с. — 150 000 экз.
13. Карпов А. Е., Гик Е. Я. Шахматный калейдоскоп. — М.: Наука, 1981. — 208 с. — 300 000 экз.
14. Гиндикин С. Г. Рассказы о физиках и математиках. — М.: Наука, 1982. — 192 с. — 150 000 экз.
15. Боровой А. А. Как регистрируют частицы (По следам нейтрино). — М.: Наука, 1981. — 176 с. — 150 000 экз.
16. Каганов М. И., Цукерник В.М. Природа магнетизма. — М.: Наука, 1982. — 192 с. — 150 000 экз.
17. Шарыгин И. Ф. Задачи по геометрии (планиметрия). — М.: Наука, 1982. — 160 с. — 150 000 экз.
18. Тарасов Л. В., Тарасова А. Н. Беседы о преломлении света. — М.: Наука, 1982. — 176 с. — 150 000 экз.
19. Эфрос А. Л. Физика и геометрия беспорядка. — М.: Наука, 1982. — 176 с. — 150 000 экз.
20. Пикин С. А., Блинов Л. М. Жидкие кристаллы. — М.: Наука, 1982. — 208 с. — 150 000 экз.
21. Болтянский В. Г., Ефремович В.А. Наглядная топология. — М.: Наука, 1983. — 160 с. — 120 000 экз.
22. Башмаков М. И., Беккер Б. М., Гольховой В. М. Задачи по математике. Алгебра и анализ. — М.: Наука, 1982. — 192 с. — 150 000 экз.
23. Колмогоров А. Н., Журбенко И. Г., Прохоров А. В. Введение в теорию вероятностей. — М.: Наука, 1982. — 160 с. — 150 000 экз.
24. Гик Е. Я. Шахматы и математика. — М.: Наука, 1983. — 176 с. — 300 000 экз.
25. Франк-Каменецкий М. Д. Самая главная молекула. — М.: Наука, 1983. — 160 с. — 150 000 экз.
26. Эдельман В. С. Вблизи абсолютного нуля. — М.: Наука, 1983. — 176 с. — 150 000 экз.
27. Филонович С. Р. Самая большая скорость. — М.: Наука, 1983. — 176 с. — 150 000 экз.
28. Бокштейн Б. С. Атомы блуждают по кристаллу. — М.: Наука, 1984. — 208 с. — 150 000 экз.
29. Бялко А. В. Наша планета — Земля. — М.: Наука, 1983. — 208 с. — 150 000 экз.
30. Аршинов М. Н., Садовский Л. Е. Коды и математика (рассказы о кодировании). — М.: Наука, 1983. — 144 с. — 150 000 экз.
31. Шарыгин И. Ф. Задачи по геометрии (стереометрия). — М.: Наука, 1984. — 160 с. — 150 000 экз.
32. Займовский В. А., Колупаева Т. Л. Необычные свойства обычных металлов. — М.: Наука, 1984. — 192 с. — 120 000 экз.
33. Левинштейн М. Е., Симин Г. С. Знакомство с полупроводниками. — М.: Наука, 1984. — 240 с. — 150 000 экз.
34. Дубровский В. Н., Смородинский Я. А., Сурков Е. Л. Релятивистский мир. — М.: Наука, 1984. — 176 с. — 93 000 экз.
35. Михайлов А. А. Земля и её вращение. — М.: Наука, 1984. — 80 с. — 150 000 экз.
36. Пурмаль А. П., Слободецкая Е. М., Травин С. О. Как превращаются вещества. — М.: Наука, 1984. — 176 с. — 100 000 экз.
37. Воронов Г. С. Штурм термоядерной крепости. — М.: Наука, 1985. — 192 с. — 100 000 экз.
38. Чернин А. Д. Звезды и физика. — М.: Наука, 1984. — 160 с. — 136 500 экз.
39. Брагинский В. Б., Полнарев А.Г. Удивительная гравитация (или как измеряют кривизну мира). — М.: Наука, 1985. — 160 с. — 110 000 экз.
40. Хилькевич С. С. Физика вокруг нас. — М.: Наука, 1985. — 160 с. — 150 000 экз.
41. Звенигородский Г. А. Первые уроки программирования. — М.: Наука, 1985. — 208 с. — 150 000 экз.
42. Тарасов Л. В. Лазеры: действительность и надежды. — М.: Наука, 1985. — 176 с. — 100 000 экз.
43. Кабардин О. Ф., Орлов В. А. Международные физические олимпиады школьников. — М.: Наука, 1985. — 160 с. — 150 000 экз.
44. Садовский Л. Е., Садовский А. Л. Математика и спорт. — М.: Наука, 1985. — 191 с. — 100 000 экз.
45. Окунь Л. Б. α β γ … Ζ (Элементарное введение в физику элементарных частиц). — М.: Наука, 1985. — 112 с. — 67 000 экз.
46. Гегузин Я. Е. Пузыри. — М.: Наука, 1985. — 176 с. — 110 000 экз.
47. Марочник Л. С. Свидание с кометой. — М.: Наука, 1985. — 207 с. — 130 000 экз.
48. Филиппов А. Т. Многоликий солитон. — 2-е изд. — М.: Наука, 1990. — 288 с. — 65 000 экз. — ISBN 5020144053.
49. Богданов К. Ю. Физик в гостях у биолога. — М.: Наука, 1986. — 144 с. — 135 000 экз.
50. Занимательно о физике и математике / Составители С. С. Кротов, А. П. Савин. — М.: Наука, 1987. — 144 с. — 336 000 экз.
51. Рачлис Х. Физика в ванне. — М.: Наука, 1986. — 96 с. — 220 000 экз.
52. Липунов В. М. В мире двойных звезд. — М.: Наука, 1986. — 208 с. — 111 000 экз.
53. Кикоин И. К. Рассказы о физике и физиках. — М.: Наука, 1986. — 160 с. — 130 000 экз.
54. Понтрягин Л. С. Обобщения чисел. — М.: Наука, 1986. — 120 с. — 50 000 экз.
55. Данилов И. Д. Секреты программируемого калькулятора. — М.: Наука, 1986. — 160 с. — 300 000 экз.
56. Тихомиров В. М. Рассказы о максимумах и минимумах. — М.: Наука, 1986. — 192 с. — 150 000 экз.
57. Силин А. А. Трение и мы. — М.: Наука, 1987. — 192 с. — 150 000 экз.
58. Ашкинази Л. А. Вакуум для науки и техники. — М.: Наука, 1987. — 128 с. — 104 500 экз.
59. Чернин А. Д. Физика времени. — М.: Наука, 1987. — 224 с. — 150 000 экз.
60. Буздин А. А., Ильин В. А., Кривченков И. В., Кротов С. С., Свешников Н. А. Задачи московских физических олимпиад. — М.: Наука, 1988. — 192 с. — 300 000 экз.
61. Балк М. Б., Болтянский В. Г. Геометрия масс. — М.: Наука, 1987. — 160 с. — 145 000 экз.
62. Фейнман Р. Характер физических законов. — 2-е изд. — М.: Наука, 1987. — 160 с. — 163 000 экз.
63. Асламазов Л. Г., Варламов А. А. Удивительная физика. — М.: Наука, 1988. — 160 с. — 150 000 экз.
64. Колмогоров А. Н. Математика — наука и профессия. — М.: Наука, 1988. — 288 с. — 131 000 экз. — ISBN 5020138797.
65. Левинштейн М. Е., Симин Г. С. Барьеры (От кристалла до интегральной схемы). — М.: Наука, 1987. — 320 с. — 134 000 экз.
66. Фейнман Р. КЭД—странная теория света и вещества. — М.: Наука, 1988. — 144 с. — 150 000 экз. — ISBN 5020138835.
67. Зельдович Я. Б., Хлопов М. Ю. Драма идей в познании природы (частицы, поля, заряды). — М.: Наука, 1988. — 240 с. — 98 000 экз. — ISBN 5020138789.
68. Новиков И. Д. Как взорвалась Вселенная. — М.: Наука, 1988. — 176 с. — 150 000 экз. — ISBN 5020138819.
69. Беркинблит М. Б., Глаголева Е. Г. Электричество в живых организмах. — М.: Наука, 1988. — 288 с. — 123 000 экз. — ISBN 5020138770.
70. Стасенко А. Л. Физика полета. — М.: Наука, 1988. — 144 с. — 115 000 экз. — ISBN 5020138827.
71. Штейнберг А. С. Репортаж из мира сплавов. — М.: Наука, 1989. — 256 с. — 85 000 экз. — ISBN 5020140880.
72. Полищук В. Р. Как исследуют вещества. — М.: Наука, 1989. — 224 с. — 80 000 экз. — ISBN 5020140864.
73. Кэрролл Л. Логическая игра. — М.: Наука, 1991. — 192 с. — 270 000 экз. — ISBN 5020142204.
74. Гросберг А. Ю., Хохлов А. Р. Физика в мире полимеров. — М.: Наука, 1989. — 208 с. — 71 000 экз. — ISBN 5020140821. (недоступная ссылка)
75. Мигдал А. Б. Квантовая физика для больших и маленьких. — М.: Наука, 1989. — 144 с. — 100 000 экз. — ISBN 5020138800.
76. Гетман В. С. Внуки Солнца. — М.: Наука, 1989. — 176 с. — 150 000 экз. — ISBN 5020140813.
77. Гальперин Г. А., Земляков А. Н. Математические бильярды (бильярдные задачи и смежные вопросы математики и механики). — М.: Наука, 1990. — 288 с. — 130 000 экз. — ISBN 5020140805.
78. Белонучкин В. Е. Кеплер, Ньютон и все-все-все… — М.: Наука, 1990. — 128 с. — 160 000 экз. — ISBN 5020144002.
79. Филонович С. Р. Судьба классического закона. — М.: Наука, 1990. — 240 с. — 70 500 экз. — ISBN 5020140872.
80. Бронштейн М. П. Солнечное вещество. Лучи икс. Изобретатели радиотелеграфа. — М.: Наука, 1990. — 176 с. — 143 000 экз. — ISBN 5020145122.
81. Буздин А. И., Зильберман А. Р., Кротов С. С. Раз задача, два задача… — М.: Наука, 1990. — 240 с. — 150 000 экз. — ISBN 5020144010.
82. Перельман Я. И. Знаете ли Вы физику? — М.: Наука, 1992. — 272 с. — 51 945 экз. — ISBN 5020144460.
83. Хонсбергер Р. Математические изюминки. — М.: Наука, 1992. — 176 с. — 55 450 экз. — ISBN 5020144061.
84. Носов Ю. Р. Дебют оптоэлектроники. — М.: Наука, 1992. — 240 с. — 9895 экз. — ISBN 5020144045.
85. Гамов Г. Приключения мистера Томпкинса. — М.: Бюро Квантум, 1993.
86. Слободецкий И. Ш., Асламазов Л. Г. Задачи по физике. — 2-е издание. — М.: Бюро Квантум, 1993. (переиздание выпуска 5)
87. Физика и … / Составители С. С. Кротов, В. А. Тихомирова, А. И. Черноуцан. — М.: Бюро Квантум, 1994.
88. Спивак А. В. Математический праздник. — М.: Бюро Квантум, 2004. — 288 с. — ISBN 978-5-85843-035-3.
89. Асламазов Л. Г., Слободецкий И. Ш. Задачи и не только по физике. — М.: Бюро Квантум, 2005.
90. Гнэдиг П., Хоньек Д., Райли К. Двести интригующих физических задач. — М.: Бюро Квантум, 2005.
91. Стасенко А. Л. Физические основы полёта. — М.: Бюро Квантум, 2005.
92. Задачник «Кванта». Математика / Под редакцией Н. Б. Васильева. — М.: Бюро Квантум, 2005. — 95 с.
93. Математические турниры имени А. П. Савина / Составитель А. В. Спивак. — М.: Бюро Квантум, 2006.
94. Белотелов В. И., Звездин А. К. Фотонные кристаллы и другие метаматериалы. — М.: Бюро Квантум, 2006.
95. Задачник «Кванта». Математика. Часть 2 / Под редакцией Н. Б. Васильева. — М.: Бюро Квантум, 2006.
96. Олимпиады «Интеллектуальный марафон». Физика / Составители Альминдеров В. В., Черноуцан А. И. — 2006.
97. Егоров А. А., Раббот Ж. М. Олимпиады «Интеллектуальный марафон». Математика. — М.: Бюро Квантум, 2006.
98. Богданов К. Ю. Прогулки с физикой. — М.: Бюро Квантум, 2006.
99. Блиох П. В. Радиоволны на земле и в космосе. — М.: Бюро Квантум, 2007.
100. Васильев Н. Б., Савин А. П., Егоров А. А. Избранные олимпиадные задачи. Математика. — М.: Бюро Квантум, 2007.
101. У истоков моей судьбы… / Составители А. Романенко, О. Алдошина, О. Камунина. — М.: Бюро Квантум, 2007.
102. Спивак А. В. Арифметика. — М.: Бюро Квантум, 2007. — 160 с. — ISBN 5-85843-067-8.
103. Смородинский Я. А. Температура. — 3-е издание. — М.: Бюро Квантум, 2007. (переиздание выпуска 12)
104. Васильев А. Н. История науки в коллекции монет. — М.: Бюро Квантум, 2007.
105. Акулич И. Ф. Королевские прогулки. — М.: Бюро Квантум, 2008.
106. Исаак Константинович Кикоин в жизни и в «Кванте» / Составители Брук Ю. М., Кротов С. С., Тихомирова В. А., Черноуцан А. И. — М.: Бюро Квантум, 2008.
107. Голицын Г. С. Макро- и микромиры и гармония. — М.: Бюро Квантум, 2008.
108. Александров П. С. Введение в теорию групп. — 2-е издание. — М.: Бюро Квантум, 2008. (переиздание выпуска 7)
109. Спивак А. В. Арифметика-2. — М.: Бюро Квантум, 2008. — 160 с. — ISBN 5-85843-067-8.
110. Крюков П. Г. Лазер — новый источник света. — М.: Бюро Квантум, 2009.
111. Сосинский А. Б. Узлы. Хронология одной математической теории. — М.: Бюро Квантум, 2009.
112. Пятаков А. П., Григал П. П. Лаборатория на коленке. — М.: Бюро Квантум, 2009.
113. Заславский А. А. Олимпиады имени И. Ф. Шарыгина. — М.: Бюро Квантум, 2009.
114. Коновалихин С. В. Сборник качественных задач по физике. — М.: Бюро Квантум, 2010.
115. Гик Е. Я. Математика и шахматы. — М.: Бюро Квантум, 2010. — 175 с. — ISBN 978-5-85843-100-8.
116. Белопухов Л. К. Физика внезапного. — М.: Бюро Квантум, 2010.
117. Васильев Н. Б., Егоров А. А. Задачи Всесоюзных математических олимпиад (Часть 1). — М., 2010.
118. Задачник «Кванта». Физика. Часть 1. — М., 2010.
119. Васильев Н. Б., Егоров А. А. Задачи Всесоюзных математических олимпиад (Часть 2). — М., 2011.
120. Задачник «Кванта». Физика. Часть 2. — М., 2011.
121. Васильев Н. Б., Гутенмахер В. Л., Раббот Ж. М., Тоом А.Л. Заочные математические олимпиады. — М., 2012.
122. Долгинов А. З. Строение материи: от атомов до вселенной. — М., 2012.
123. Задачник «Кванта». Физика. Часть 3. — М., 2012.
124. Толпыго А. 130 нестандартных задач: из запасников математических олимпиад. — М., 2012.
125. Васильев Н. Б. Статьи из журнала "Квант". Часть 1. — М., 2012.
126. Васильев Н. Б. Статьи из журнала "Квант". Часть 2. — М., 2013.
127. Горелик Г. Е. Новые слова науки - от маятника Галилея до квантовой гравитации. — М., 2013.
128. Гик Е. Я. Компьютерные шахматы. — М., 2013.
129. Каганов М. И. Физика глазами физика. Часть 1. — М., 2014.
130. Каганов М. И. Физика глазами физика. Часть 2. — М., 2014.
131. Колмогоровской школе — пятьдесят. Сборник статей. Часть 1 / Вавилов В. В., Дубровский В. Н., Егоров А. А. (сост.). — М., 2014.
132. Колмогоровской школе — пятьдесят. Сборник статей. Часть 2 / Вавилов В. В., Дубровский В. Н., Егоров А. А. (сост.). — М., 2014.
133. Богданов К. Ю. Физик в гостях у биолога. — М., 2015.
134. Заславский А. А. Олимпиады имени И.Ф. Шарыгина (2010—2014). — М., 2015. — ISBN 978-5-4439-0626-3.
135. Колмогоров А. Н., Журбенко И. Г., Прохоров А. В. Введение в теорию вероятностей (3-е изд). — М., 2015. — ISBN 978-5-4439-1004-8.
136. Ашкинази Л. А. Рекорды и пределы, или Введение в экстремальное материаловедение. — М., 2016. — ISBN 978-5-4439-1026-0.
137. Алексеев В. Б. Теорема Абеля в задачах и решениях. — М., 2017. — ISBN 978-5-4439-3149-4.
138. Ахмедов Э. Т., Громов А. В. Картины фундаментальной физики. — М., 2021. — ISBN 978-5-4439-1571-5.
139. Заславский А. А. Олимпиады им. И. Ф. Шарыгина. 2015–2019 гг.
140. Произволов В. В. Задачи на вырост.
141. Колмогоров А. Н., Журбенко И. Г., Прохоров А. В. Введение в теорию вероятностей.